# Wettinia radiata
Wettinia radiata là loài thực vật có hoa thuộc họ Arecaceae. Loài này được (O.F.Cook & Doyle) R.Bernal miêu tả khoa học đầu tiên năm 1995.